# Carol Channing
Carol Elaine Channing (Seattle, Washington, 1921. január 31. – Rancho Mirage, Kalifornia, 2019. január 15.)  Golden Globe-díjas és Tony-díjas amerikai színésznő, énekesnő, táncos.

## Élete
Channing 1921. január 31-én született a washingtoni Seattle-ben, Adelaide (1886-1984) és George Channing (1888-1957) egyetlen gyermekeként. Édesapja, aki George Christian Stucker néven született, többnemzetiségű (afroamerikai és euroamerikai) volt, és vallási okokból még Carol születése előtt megváltoztatta a vezetéknevét. A Keresztény Tudomány gyakorlójává, szerkesztőjévé és tanárává vált. George Channing édesanyja, Clara afroamerikai volt, édesapja, George Stucker pedig német bevándorlók fia. Carol anyai nagyszülei, Otto Glaser és Paulina Ottmann német-zsidó származásúak voltak. A The Seattle Star városi szerkesztőjeként San Franciscóban vállalt munkát, és a család Kaliforniába költözött, amikor Channing kétéves volt.
Channing az Aptos Junior High Schoolba és a Lowell High Schoolba járt San Franciscóban, ahol 1938-ban végzett. 1937 júniusában megnyerte a Crusaders szónokversenyét, valamint egy ingyenes hawaii utazást édesanyjával. Tizenhét éves volt, amikor elment otthonról a vermonti Bennington College-ba, és édesanyja először mondta el neki, hogy az apja édesanyja afroamerikai, míg az apja német-amerikai volt.:50:8 Az anyja úgy érezte, hogy eljött az ideje elmondani neki, mivel főiskolára ment, és egyedül lesz, nem akarta, hogy meglepődjön, ha valaha is lesz egy fekete baba.:8
Channing 2002-ben nyilvánosan felfedte afroamerikai származását.

## Filmográfia

### Film
| Év   | Magyar cím                         | Eredeti cím                                             | Szerep                                | Magyar hang          |
| ---- | ---------------------------------- | ------------------------------------------------------- | ------------------------------------- | -------------------- |
| 1950 |                                    | Paid in Full                                            | Mrs. Peters (stáblistán nem szerepel) |                      |
| 1956 |                                    | The First Traveling Saleslady                           | Molly Wade                            |                      |
| 1967 |                                    | All About People (rövidfilm)                            | narrátor                              |                      |
| 1967 | Ízig-vérig modern Millie           | Thoroughly Modern Millie                                | Muzzy Van Hossmere                    | Esztergályos Cecília |
| 1967 | Ízig-vérig modern Millie           | Thoroughly Modern Millie                                | Muzzy Van Hossmere                    | Sáfár Anikó          |
| 1967 | Ízig-vérig modern Millie           | Thoroughly Modern Millie                                | Muzzy Van Hossmere                    | Hegyi Barbara        |
| 1968 |                                    | Skidoo                                                  | Flo Banks                             |                      |
| 1970 |                                    | Shinbone Alley                                          | Mehitabel (hangja)                    |                      |
| 1978 |                                    | Sgt. Pepper's Lonely Hearts Club Band                   | vendég (cameo)                        |                      |
| 1989 | Boldogan éltek, míg meg nem haltak | Happily Ever After                                      | Sári (hangja)                         | Udvarias Anna        |
| 1992 | Kis Némó Álomországban             | Little Nemo: Adventures in Slumberland                  | narrátor (hangja)                     |                      |
| 1994 | Hüvelyk Panna                      | Thumbelina                                              | Mezei egér kisasszony (hangja)        | Schubert Éva         |
| 1998 |                                    | Homo Heights                                            | önmaga                                |                      |
| 1998 |                                    | The Brave Little Toaster Goes to Mars                   | Fanny (hangja)                        |                      |
| 2003 |                                    | Broadway: The Golden Age, by the Legends Who Were There | "önmaga""                             |                      |
| 2011 |                                    | Carol Channing: Larger Than Life                        | "önmaga""                             |                      |

### Televízió
Tv-filmek
- Svengali and the Blonde (1955)
- The Christmas Tree (1958)
- The Carol Channing Show (1966, rövidfilm)
- Alice Csodaországban (Alice in Wonderland) (1985)

Tv-sorozatok
- Omnibus (1953, egy epizódban)
- Playhouse 90 (1957, egy epizódban)
- The Red Skelton Show (1957, két epizódban)
- The George Burns Show (1959, két epizódban)
- Laugh-In (1969–1972, nyolc epizódban)
- Szerelemhajó (The Love Boat) (1981–1987, hét epizódban)
- Csipet csapat (Chip 'n' Dale Rescue Rangers) (1990, hang, két epizódban)
- Where's Waldo? (1991, 13 epizódban)
- The Addams Family (1992–1993, 15 epizódban)
- Két buta kutya (2 Stupid Dogs) (1993, hang, két epizódban)
- Burke's Law (1994, egy epizódban)
- Hüvelyk Panna (Thumbelina) (1994, hang)
- A varázslatos iskolabusz (The Magic School Bus) (1994, hang, egy epizódban)
- The Drew Carey Show (1997, egy epizódban)
- Angyali érintés (Touched by an Angel) (1997, egy epizódban)
- Style & Substance (1998, egy epizódban)
- Family Guy (2006, hang, egy epizódban)

## Díjai
- Tony-díj (1964, 1968, 1995, 2002)
- Golden Globe-díj (1968)